# Universidade Católica de Valência San Vicente Mártir
A Universidade Católica de Valência "San Vicente Mártir" (em espanhol: Universidad Católica de Valencia "San Vicente Mártir") é uma universidade privada e católica, com sede em Valência, Comunidade Valenciana (Espanha) e com campi nas cidades de Valência, Godella, Burjassot, Torrent, Alzira e Xàtiva.
Possui 26 cursos de graduação, 20 duplas titulações e 58 programas de pós-graduação. Conta com 20 institutos de pesquisa, 543 pesquisadores, 76 grupos de pesquisa e mantem 28 programas de voluntariado de nível local e 2 de nível internacional.

## História
Nomeada em homenagem a Vicente de Saragoça, foi criada no dia 8 de dezembro de 2003 pelo Cardeal Agustín García-Gasco, bispo emérito da Arquidiocese de Valência.
É uma continuação do trabalho universitário desempenhado durante mais de trinta anos pela Fundación Agrupación Edetania. O Monsenhor José María García Lahiguera, arcebispo de Valencia, com a cooperação de algumas instituições religiosas, criou a Escuela Universitaria de Formación del Profesorado Edetania em 3 de novembro de 1969 e constituiu a Fundación Agrupación Edetania en janeiro de 1974.
Na ocasião da criação da Universidade Católica de Valência, em 2003, as titulações universitárias se concentravam em 4 faculdades:
- Faculdade de Ciências da Educação e do Esporte;
- Faculdade de Psicologia e de Ciências da Saúde;
- Faculdade de Sociologia e Ciências Humanas;
- Faculdade de Ciências Experimentais.

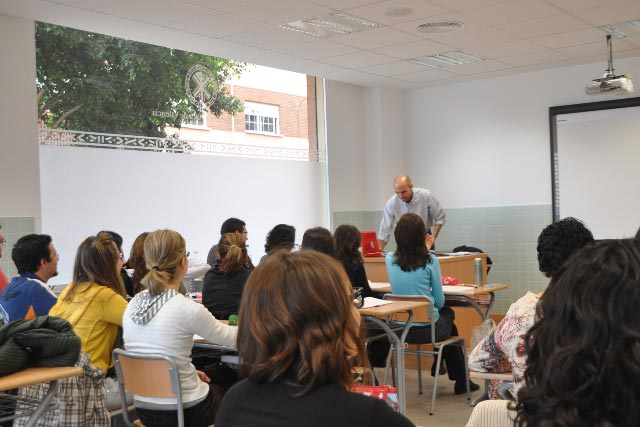
Aula em Burjassot - San Juan de Ribera

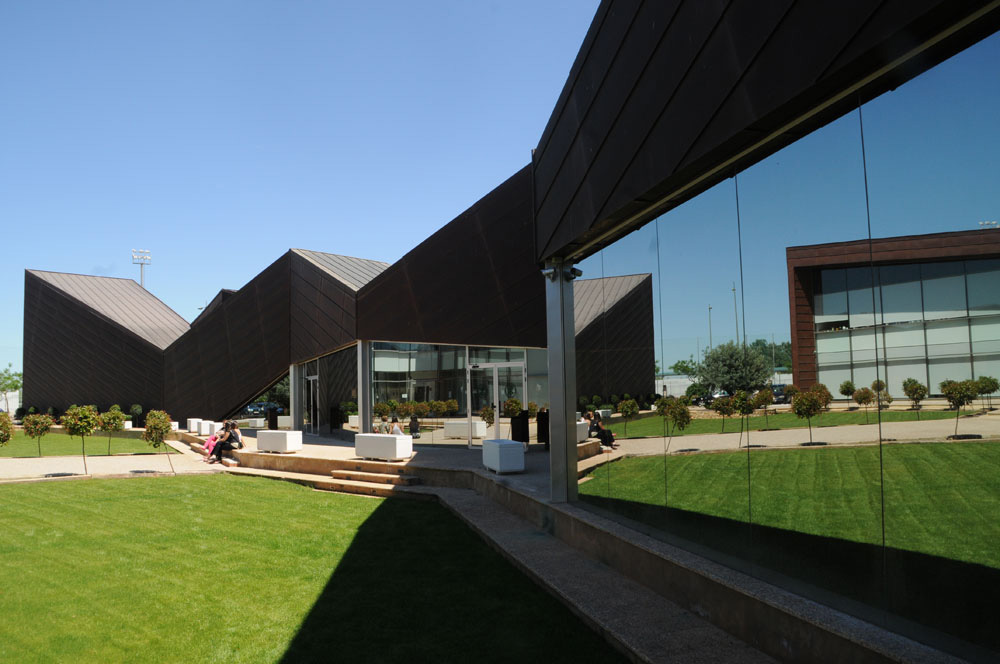
Campus da UCV em Alzira

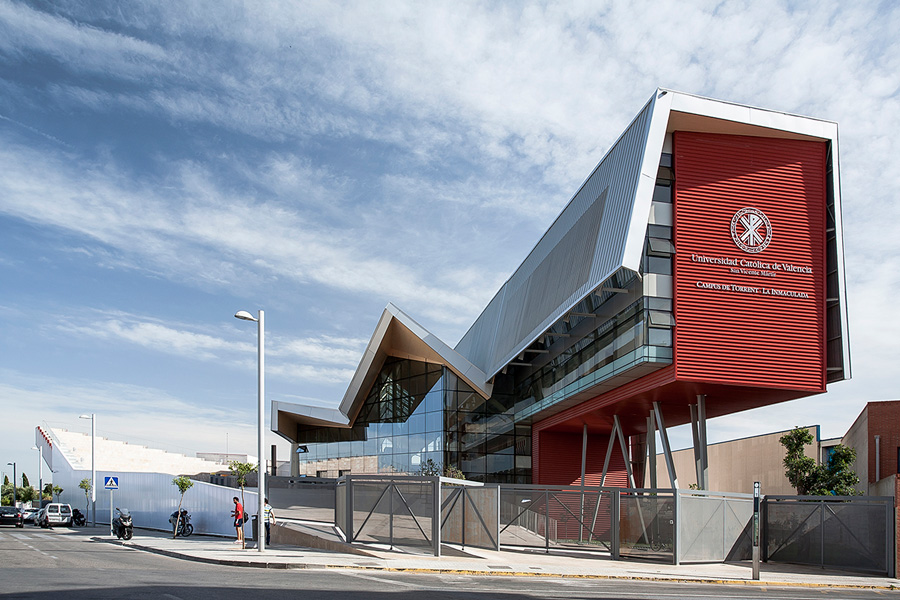
Sede da Imaculada, em Torrent

Em 4 de fevereiro de 2005, foi aprovada a integração da Escola Universitária de Enfermagem Nossa Senhora dos Desamparados, atual Faculdade de Enfermagem, bem como da Faculdade de Negócios.
Em 13 de março de 2007, foi aprovada a criação da Faculdade de Medicina.
Em 18 de setembro de 2009, foi aprovada a criação da Faculdade de Ciências Sociais e Jurídicas.

## Faculdades
A universidade conta com 10 faculdades:
- Faculdade de Direito Canônico;
- Faculdade de Direito;
- Faculdade de Enfermagem;
- Faculdade de Psicologia, Magistério e Ciências da Educação;
- Faculdade de Ciências da Atividade Física e do Esporte;
- Faculdade de Fisioterapia y Podologia;
- Faculdade de Filosofia, Antropologia e Serviço Social;
- Faculdade de Ciências Econômicas e de Negócios;
- Faculdade de Veterinária y Ciências Experimentais;
- Faculdade de Medicina y Odontologia.

## Bolsas de estudo
A Instituição destina 5,4 milhões de euros a bolsas de estudo, distribuídos em diversos tipos de ajuda. Mais de 33% dos alunos locais e estrangeiros recebem algum tipo de bolsa de estudo.

## Relações internacionais
A UCV faz parte da Asociação de Universidades Européias (European University Association, EUA) e do Conselho Internacional de Universidades Santo Tomás de Aquino, uma associação internacional de instituições católicas de ensino superior que aderem os ensinos de Santo Tomás de Aquino.